# Charles Finney
Charles Grandison Finney (Warren, 29 de agosto de 1792 - Oberlin, 16 de agosto de 1875) foi um pregador, professor, teólogo, abolicionista e avivalista estado-unidense, um dos líderes do Segundo Grande Despertar (Second Great Awakening).
Introduziu várias inovações no ministério religioso, tais como a censura pública e nominal de pessoas durante o sermão, a permissão da manifestação das mulheres em cultos para ambos os gêneros e outros. Era também famoso por realizar seus sermões de improviso.

## Biografia
Nascido numa pequena cidade do Connecticut, Finney era o mais jovem dos quinze filhos de um típico casal de fazendeiros. Frequentou a escola até os quinze ou dezesseis anos de idade, quando foi tido como capaz de lecionar nas mesmas instituições e nos mesmos moldes pelos quais fora formado. Sua grande estatura, olhar penetrante, pendor musical e espírito de liderança logo lhe granjearam o reconhecimento da comunidade.
Mais tarde ingressou como aprendiz num escritório de advocacia, onde pretendia estudar para tornar-se um advogado, em Adams, tendo resignado à profissão após sua conversão, e atendido ao chamado para tornar-se um pregador do Evangelho.
Assim, com a idade de vinte e nove anos, sob orientação do pastor George Washington Gale, formou-se ministro da Igreja Presbiteriana, embora desde o começo já tivesse muitas divergências acerca de doutrinas fundamentais pregadas por aquela denominação.
Em 1832 mudou-se para a cidade de Nova Iorque, onde pastoreou na Chatham Street Chapel, e mais tarde fundou e pastoreou no Broadway Tabernacle (atualmente chamada de Broadway United Church of Christ).
Ao largo de sua atividade como evangelizador popular, Finney envolveu-se com o movimento abolicionista. Já em 1821 negara comunhão a traficantes de escravos em suas igrejas.
Em 1835 mudou-se para Ohio onde atuou como professor de teologia e depois presidente (reitor) do Oberlin College (no período de 1851 – 1866).
Faleceu em 16 de agosto de 1875. Encontra-se sepultado em Westwood Cemetery, Oberlin, Ohio nos Estados Unidos.

## Maçonaria
Antes de sua conversão Finney era um ativo membro da Maçonaria, tornando-se depois desta um forte oponente da entidade, tendo escrito um extenso livro atacando-a, intitulado "The Character, Claims, and Practical Workings of Freemasonry" ("O Caráter, Pretensões, e Funcionamento Prático da Maçonaria", numa livre tradução)..
Havia alcançado o terceiro grau como Mestre Maçom, em oito anos. Veio depois a afirmar que parte de seu juramento como maçom era imoral e a Maçonaria era perigosa ao governo civil, comprovando isto com o assassinato do antimaçom William Morgan.